# سیارک ۱۰۰۵۵
سیارک ۱۰۰۵۵ (به انگلیسی: 10055 Silcher، نامگذاری:1987YC1) ده هزار و پنجاه و پنجمین سیارک کشف شده‌است که در ۲۲ دسامبر ۱۹۸۷ کشف شد.
قدر مطلق سیارک برابر ۱۴٫۱۰ است.